# Bet365
Bet365 Group Ltd (obično poznata kao “bet365”) britanska je kompanija za kockanje na internetu sa sedištem u Ujedinjenom Kraljevstvu. Osnovala ga je Denis Koates, koja je i dalje većinski dioničar i izvršna direktorica zajedno sa svojim bratom Džonom.

## Pregled
Bet365 je onlajn kockarska kompanija koja nudi sportsko klađenje i kazino igre.
Uz sedište kompanije u Souku na Trentu, Bet365 ima još kancelarije u Mančesteru, Gibraltaru, Malti, Bugarskoj i Australiji. Ova grupacije je zapošljavala preko 4000 ljudi u 2020.
Bet365 je trgovačko ime kompanije Hillside (New Media) Ltd. i pod tim se nazivom obavljaju operacije uključujući plaćanja putem afiliejt programa.

## Istorija
Bet365 je 2000. godine u prenosnoj zgradi u Stouku na Trentu osnovala Denis Koates. Denis je razvila platformu za sportsko klađenje i trgovački tim za pokretanje posla putem interneta u martu 2001. Kompanija je posudila 15 miliona funti od RBS-a na teret porodične kladioničarske nekretnine koju je pokrenuo Peter Koates 1974. godine, a vodila je Denis kao direktor od 1995. Bet365 je 2005. prodao svoj lanac kladionica za 40 miliona funti Coralu i isplatio zajam RBS-u.
Predsedavajući kompanije Bet365 Peter Koates takođe ima istu poziciju u fudbalskom klubu Stouk Siti, a u maju 2012. Bet365 je potpisao trogodišnji ugovor s klubom čim je postao sponzor na njihovim dresovima. U aprilu 2016. kompanija je postala novi glavni sponzor klupskog stadiona u sledećih šest sezona, zamijenivši kolege iz lokalnog preduzeća Britannia Building Society. U leto 2016. Bet365 je takođe potpisao sponzorske ugovore za reklame na dresovima s bugarskim klubovima Ludogorec Razgrad i Slavia Sofia i to za naredne dve sezone.
Izvještaji Bet365 do marta 2018. pokazuje iznos uloženih opklada na sport u iznosu od 52,56 milijardi funti, prihod od 2,86 milijardi funti i operativnu dobit od 660,3 miliona funti.
Denis Koates, izvršna direktorica, i dalje vodi Bet365 i većinski je dioničar s 50,1% dionica. Njen brat Džon, izvršni direktor, vodi posao zajedno s njom, a otac Peter obavlja funkciju predsednika. Trenutno grade namensku kancelariju na Malti, s pogledom na Valetu.
Trenutno grade namensku kancelariju na Malti, s pogledom na Valetu.
U leto 2019. godine najveće kladionice u Velikoj Britaniji i operateri internetskih kazina William Hill, GVC Holdings, Flutter Entertainment, Stars Group i Bet365 sklopili su sporazum o prenosu sredstava za borbu protiv zavisnosti o kockanju. Dogovorili su se da će u sledećih 5 godina povećati iznos s 0,1% na 1% bruto dohotka.

## Nagrade i dostignuća
Na dodeli eGaming Review Operator nagrada 2010. u organizaciji časopisa eGaming Review, Bet365 je osvojio nagradu “Operator godine”. Bet365 je na trećem mestu lestvice The Sunday Times Profit Track 100, koja rangira privatne kompanije u Velikoj Britaniji na temelju stope rasta dobiti. Bet365 je takođe rangiran kao jedna od najbrže rastućih kompanija za tehnologije, medija i telekomunikacije u privatnom vlasništvu na tabeli The Sunday Times Tech Track 100.
Časopis eGaming Review rangirao je Bet365 na prvo mesto internetske kompanije za igre na sreću u 2010, 2011. i 2012. godini kao deo svoje godišnje liste Power 50 najboljih 50 najuticajnijih internet kompanija za igre na sreću. Denis Koates, osnivačica i izvršna direktorica Bet365, dobila je CBE u 2012.godini na novogodišnjoj kraljičinoj listi počasti za usluge zajednici i poslovanju. U februaru 2013. Denis Koates proglašen je za jednu od 100 najmoćnijih žena u Ujedinjenom Kraljevstvu od strane Woman's Hour na BBC Radio 4.

## Kontroverze
U oktobru 2014. list Guardian izvestio je da je kompanija uzimala opklade od kineskih državljana koristeći nejasna imena domena kako bi izbegla vladinu web-cenzuru.
2016. Bet365 je kažnjen s 2,75 miliona AUD zbog obmanjujućih oglasa koji su kupcima lažno obećavali “besplatne opklade”.
Denise Koates postala je najplaćenija direktorica u Velikoj Britaniji u 2017. godini, dodelivši sebi platu od 217 miliona funti. U 2018. joj se ukupna plata popela na 265 miliona funti, jer je kompanija prijavila dobit od 31% na 660 miliona funti, što je izazvalo kritike od dobrotvornih organizacija. U januaru 2019. Bet365 zauzeo je drugo mesto na lestvici najpopularnijih poreznih obveznika u Velikoj Britaniji The Sunday Timesa, a familija Koates – Denis, Džon i Peter – platili su procenjeni ukupni porez od 156 miliona funti, od čega je 99 miliona funti platila samo Denis.
Dalje kritike ističu ponovljene slučajeve kašnjenja isplata Bet365 ili direktnog uskraćivanja isplate dobitnicima. Na primer, Bet365 je izveden na sud zbog odbijanja isplate dobitaka od preko milion funti kladioničaru na trke konja iz Severne Irske 2017. Kompanija je 2016. godine odbila isplatu 54.000 funti jednom igraču u Engleskoj, a taj slučaj je još od 2017.godine pred sudom.. U Australiji je Bet365 zamrznuo račun i odbio platiti igrača koji je 2016. osvojio oko 200 000 AUD. Ovo su samo neki od najistaknutijih slučajeva; kockari su na internetskim forumima za kockanje prijavili još nekoliko slučajeva u kojima je Bet365 odbio isplatu dobitka.